# Kazuo Shiraga
Kazuo Shiraga (Amagasaki, 12 agosto 1924 – 8 aprile 2008) è stato un artista giapponese.

## Biografia
Figlio di un proprietario di un negozio di kimono, durante la guerra decide di rimanere nella sua città natale di Amagasaki e studiare alla Scuola di Pittura Municipale di Kyoto in cui si diploma nel 1948. Dopo la guerra, inizia a nutrire interesse nella pittura occidentale.
Nel 1952, quando ancora pratica la pittura ad olio, fonda il primo gruppo d’avanguardia giapponese, lo Zero-Kai. Il gruppo, sosteneva che l’arte dovesse ripartire dal punto zero assoluto per potersi sviluppare secondo la propria inclinazione personale. 
Kazuo Shiraga, ritorna in Italia nel 1984 con una sua personale alla Galleria Milano. La stessa, inaugurerà nel 1987 un'altra mostra su Shiraga e il Gutai.
Si unisce al gruppo Gutai nel 1955 lasciando il Gruppo O della Shineisaku Association. L'idea fondamentale del gruppo, nell'anno dopo la scoperta dell'Informale, è la supremazia della materia e dell'azione sul pensiero, sullo schema e la composizione - idea che si manifesta sia nelle performance che nelle opere di Shiraga. Per la prima volta un action painting
"Non puoi ottenerlo pensandoci"
"Non puoi ottenerlo non pensandoci" (dallo Zenrin)
Inizia così il testo di Carla Lonzi per la mostra di Kazuo Shiraga, all'ICAR di Torino il 7 marzo 1962.
Quando la tecnica del dripping di Jackson Pollock si affermò come una delle possibili tecniche del dipingere,  sembrò che l'automatismo psichico avesse toccato con essa la punta estrema di liberazione del segno non solo da ogni esigenza di rappresentazione, il che era già avvenuto nell'astrattismo, ma da ogni possibile vincolamento del segno a significati precostituiti. In effetti, sia il modo stesso del dripping sia il risultato, quei grovigli ossessivi, poterono apparire privi di ogni mediazione intellettuale, momenti di una tensione certamente drammatica ma, insieme, sperimentazione di un reale che escludeva ogni dissidio.
Ma anche nelle opere più dirette dell'americano una trama mentale, una organizzazione del quadro secondo le analisi del cubismo sussiste sempre come reticolo luminoso che sostiene e accentra la disposizione dei segni colorati, li fa vivere - oltre l'immediatezza del loro vitalismo - in un possibile ordine formale.
Fu certamente uno dei motivi di frustrazione che portarono di nuovo Pollock alla figura, l'accorgersi che, nello stesso momento che un braccio lancia il segno sulla tela, automaticamente si manifesta come un attento segnalatore della cultura del pittore e delle sovrastrutture ideali. Finisce che un ricordo del  mondo, come particolari articolazioni formali, resta imbrigliato nel procedere del dripping. Pollock lascia così un'opera in cui l'unicità del gesto pittorico è avvistata, ma non raggiunta, in cui la dissociazione, in tutti i suoi modi (coscienza-inconscio, spontaneità-controllo, ecc.), sussiste convulsamente fin nella struttura nervosa dell'artista. Questo dramma, che già una storiografia romanzesca ha trasformato in epopea con Pollock uguale "uomo di frontiera americano", è uno dei contenuti autentici degli ultimi anni della vicenda artistica e le figure che con lui meglio lo rappresentano, come Wols, sono quelle che aprono sul futuro. E con le opere di Shiraga lo stiamo forse, già toccando.
Si sa che Shiraga lavorava in questo modo: appeso a una corda si gettava sulla tela stesa a terra e cosparsa di grumi di colore, che distende strisciandovi sopra con i piedi secondo il modo oscillatorio della corda medesima. Una tale tecnica, a prima vista solo una variante estremizzata di quella di Pollock, che certo costituisce il suo immediato precedente, sembra tuttavia implicare un superamento sostanziale: la definitiva liberazione dallo schermo intellettuale e corrispondentemente, la sostituzione di un movimento naturale e completamento sciolto a un gesto ossessivo e contratto.